# Acanthomyops pogonogynus
Acanthomyops pogonogynus é uma espécie de inseto do gênero Acanthomyops, pertencente à família Formicidae.